# Phillip Youmans
Phillip Michael Youmans (* 2000 in New Orleans) ist ein US-amerikanischer Filmschauspieler, Regisseur, Drehbuchautor, Kameramann und Filmeditor.

## Leben
Phillip Youmans wurde 2000 in New Orleans geboren. Seine erste Filmrolle erhielt Youmans in der Filmkomödie The Sex Teacher  von Isaac Feder, die 2014 in die US-Kinos kam. In seinem Kurzfilm Nairobi, den er Anfang 2019 vorstellte, erzählt er von einer in Harlem beheimateten Familie französischsprachiger westafrikanischer Einwanderer.
Youmans war erst 17 Jahre alt, als er nach dem Verlassen der High School, dem New Orleans Center for Creative Arts, die Arbeit an seinem Spielfilmdebüt Burning Cane mit dem ebenfalls aus New Orleans stammenden Schauspieler Wendell Pierce in der Hauptrolle beendete. Youmans führte bei dem Film Regie, schrieb das Drehbuch, fungierte als Kameramann und neben Ruby Kline als einer der Filmeditoren. 
Hauptinspiration für den Film waren die Geschichten und persönlichen Erfahrungen, die er in seiner Kindheit in der Southern Baptist Church gesammelt hatte. Seine Mutter Cassandra und der Großteil seiner Familie wuchsen im ländlichen South Carolina unter einer äußerst fundamentalistischen Interpretation des Protestantismus auf, und hiernach waren auch er und seine Schwester Sydney erzogen worden.
Seine Identität als Künstler wurde nach Youmans‘ Aussage von den beiden aufregendsten Erfahrungen seines Lebens geprägt. Einerseits war dies die Loslösung von der Baptistenkirche und andererseits die Zeit, die er mit den Mitgliedern der Repräsentanz der Black Panther Party in New Orleans verbrachte, wo er unter anderem Malik Rahim kennenlernte, der sich über Jahre hinweg ehrenamtlich in Wohnprojekten und Programmen für straffällig gewordene Afroamerikaner engagierte. Youmans erklärte, er wolle bodenständige, multidimensionale schwarze Geschichten erzählen, obwohl seine kreative Identität nicht immer von seiner Hautfarbe bestimmt worden sei.
Burning Cane feierte Ende April 2019 beim Tribeca Film Festival seine Premiere. Dort wurde der zu diesem Zeitpunkt erst 19-jährige Regisseur mit dem Founders Award ausgezeichnet, dem Hauptpreis des Festivals. Damit ist Youmans der erste afroamerikanische Regisseur, der mit dieser Auszeichnung bedacht wurde und zudem der jüngste, der einen Film beim Tribeca Film Festival vorstellte.
Ein Dokumentarfilm von Youmans über den Grammy-nominierten Jazzmusiker Jon Batiste mit dem Titel The Vanguard: Days with Jon Batiste soll Ende 2019 veröffentlicht werden. Als Nächstes will Youmans einen Film über den Arm der Black Panthers in New Orleans drehen, der 1978 entstand und mit dessen späteren Mitgliedern er im Laufe mehrerer Jahre zahlreiche Interviews führte. Zu diesem Filmprojekt sagt Youmans: „Viele Leute wussten nicht einmal, dass New Orleans ein Panther-Chapter hatte, und ich möchte nur etwas Licht ins Dunkel bringen, vor allem, weil die Stadt bereits 1970 de facto dem Jim-Crow-Gesetz unterstand, aber dennoch eine unangepasste schwarze Gemeinschaft gedieh, obwohl die Polizei ihr das Leben zur Hölle machte.“
Youmans lebt derzeit in New York City und besucht dort die Tisch School of the Arts.

## Filmografie (Auswahl)
- 2017: Ivory (Kurzfilm)
- 2019: Nairobi (Kurzfilm)
- 2019: Burning Cane
- 2020: November

## Auszeichnungen
Black Reel Award
- 2020: Nominierung als Bester Independentfilm (Burning Cane)
- 2020: Nominierung für das Beste Drehbuchdebüt (Burning Cane)[8]

Gotham Award
- 2019: Nominierung für die Beste Nachwuchsregie (Burning Cane)

Tribeca Film Festival
- 2019: Auszeichnung mit dem Founders Award for Best Narrative Feature (Burning Cane)
- 2019: Auszeichnung für die Beste Kamera – U.S. Narrative Feature Film (Burning Cane)[9]